# Іванюк Михайло Миронович
Михайло Миронович Іваню́к (нар. 11 лютого 1901, Парафіївка — пом. після 1975) — український радянський архітектор і педагог; член Спілки архітекторів Української РСР з 1935 року.

## Біографія
Народився 11 лютого 1901 року в селі Парафіївці (нині селище міського типу Прилуцького району Чернігівської області, Україна). Упродовж 1910—1920 років навчався в гімназії в місті Лубнах; у 1921—1923 роках — в будівельній профшколі в Яготині. Одночасно з навчанням у профшколі протягом 1922—1923 років працював на будівництві цукрового заводу в селі Старому.
З 1923 по 1930 рік навчався на архітектурному факультеті Київського художнього інституту. Під час навчання у 1925—1926 роках працював у насіннєвому управлінні цукротресту села Люлинців на Вінниччині; у 1927 році — в Рутченківському рудоуправлінні; у 1928 році в місті Нахічевані.
У 1930—1932 роках працював у Києві архітектором у «Діпромісто»; у 1933—1935 роках — у Цивільбудпроєкті; у 1935—1936 роках — в 3-й архітектурно-художній майстерні; у 1936—1938 роках — в будівельному управлінні Червоного стадіону; у 1938—1940 роках — старшим архітектором Військпроєкту; з 1943 року і до 1960-х років — керівником архітектурно-проєктної майстерні «Діпроцивільбудпроєкт».
Одночасно з архітектурною діяльністю викладав: у 1945—1949 роках — у Київському технікумі цивільного будівництва; у 1950—1951 роках — у Київському технологічному інституті харчової промисловості імені Анастаса Мікояна; з 1953 року — на кафедрі архітектурного проєктування Київського інженерно-будівельного інституту. Помер після 1975 року.

## Споруди
Займався проєктуванням житла та цивільних споруд. Серед робіт:
- гуртожиток для Харківського заводу «Тракторобуд» (1931–1932);
- дитячі ясла на 60 дітей та лікарня в Запоріжжі (1932–1934);
- середня школа в Кривому Розі (1933);
- казарма в Києві (1934);
- Червоний стадіон в Києві (1936–1938);
- житлові будинки в Києві та Василькові (1935–1936);
- дитячі ясла на 40 дітей (1936);
- кухня-їдальня при штабі Київського військового округу (1938–1939);
- житловий будинок на вулиці Пушкінській в Києві (1938–39);
- відбудова зруйнованого після німецько-радянської війни вулиці Хрещатика у Києві;
- геолого-розвідувальний технікум та навчальні майстерні (1951–1953);
- житлові будинки в Кривому Розі та Дніпропетровську (1952–1955);
- житловий будинок на вулиці Саксаганського в Києві (1954);
- експериментальний житловий район у Москві (1959–1960, у співавторстві);
- експериментальний житловий район на Дарниці в Києві (1960–1961);
- будинок проєктних організацій на бульварі Лесі Українки в Києві (1961–1964, у співавторстві з Олексієм Тацієм і Борисом Ведерниковим).